# إي. بي. هايد
إي. بي. هايد (بالإنجليزية: E. B. Hyde)‏ هو سياسي أمريكي، ولد في 13 يناير 1849 في الولايات المتحدة، وتوفي في 26 مايو 1917 في سبوكين في الولايات المتحدة. حزبياً، نشط في الحزب الجمهوري.